# Чірікі і Чікотела
«Чірікі і Чікотела» — радянський комедійний художній телефільм 1975 року, знятий на кіностудії «Грузія-телефільм».

## Сюжет
Телефільм за однойменним твором Георгія Леонідзе. Складається з новел: «Чірікі і Чікотела», «Непрохані гості».

## У ролях
- Джемал Гаганідзе — Чірікі (дублював Микола Граббе)
- Етері Абзіанідзе — Зізіла (дублювала Ольга Красіна)
- Язон Бакрадзе — Чампура (дублював Юрій Мартинов)
- Бадрі Бегалішвілі — Чікотела (дублював Володимир Ферапонтов)
- Лейла Дзіграшвілі — Шошмана (дублювала Марія Кремнєва)
- Ніно Долідзе — Тетруа (дублювала Ольга Кобєлєва (Гаспарова))
- Марина Тбілелі — Ташнаура (дублювала Ніна Зорська)
- Дато Вашакідзе — Сандала (дублював Олександр Вігдоров)
- Ч. Чоніашвілі — Кікрікіко (дублював Олександр Вігдоров)
- Г. Гоніашвілі — Кікіріко
- Гіві Берікашвілі — Фіруза (дублював Костянтин Тиртов)
- Гулчіна Дадіані — Макріне, дружина Елібо (дублювала Валентина Бєляєва)
- Кахі Кавсадзе — Елібо, хазяїн дому (дублював Георгій Тонунц)
- Авто Кварацхеліа — епізод
- Александре Купрашвілі — приятель Закро, Фірузи і Тедо
- Гія Лазішвілі — епізод
- Зураб Лаферадзе — епізод (дублював Яків Бєлєнький)
- Ємзар Ніколадзе — епізод
- Нодар Піранішвілі — Ерігіді (дублював Геннадій Юдін)
- Карло Саканделідзе — Закро (дублював Віктор Філіппов)
- Лео Сохашвілі — Єдинорог (дублював Юрій Леонідов)
- Гігуша Циклаурі — епізод
- Василь Чхаїдзе — епізод
- Рамаз Чхиквадзе — Гітара-майор (дублював Лев Поляков)
- З. Бахтадзе — епізод
- І. Джавахішвілі — епізод
- Г. Модрекіладзе — епізод

## Знімальна група
- Режисери — Леван Хотіварі, Рамаз Хотіварі, Валеріан Квачадзе
- Сценаристи — Егуджа Жгенті, Рамаз Хотіварі, Реваз Інанішвілі
- Оператори — Леван Намгалашвілі, Нугзар Рухадзе
- Композитори — Бідзіна Квернадзе, Давид Торадзе
- Художники — Реваз Мірзашвілі, Кахабер Хуцішвілі